# Emoia montana
Emoia montana är en ödleart som beskrevs av Brown 1991. Emoia montana ingår i släktet Emoia och familjen skinkar.
Artens utbredningsområde är Papua Nya Guinea. Inga underarter finns listade i Catalogue of Life.